# Heterocyclus
Heterocyclus é um género de gastrópode  da família Hydrobiidae. Vive em água doce.
Este género contém as seguintes espécies:
- Heterocyclus perroquini
- Heterocyclus petiti[1]